# Maria Amelia Ostaszewska
Maria Amelia z Ostaszewskich Dzieduszycka herbu Ostoja (ur. 25 marca 1851 we Wzdowie, zm. 25 lipca 1918 w Jasionowie) – działaczka społeczna, właścicielka majątku Jasionów na Podkarpaciu.

## Życiorys
Jako kilkunastoletnia dziewczyna pomagała leczyć rany powstańcom styczniowym, w 1863 powracającym z walk i nocującym we dworze we Wzdowie. Jej ojciec Teofil Ostaszewski ukrywał powstańców we Wzdowie. Matka, Emma z Załuskich, nauczyła ją grać na fortepianie. Ślub wzięła 29 kwietnia 1882 w Jasionowie z Augustem Dzieduszyckim (1844–1922), starostą w Gródku, szambelanem dworu austriackiego. Mieli czwórkę dzieci:
- Emma Dzieduszycka (1883–1970)
- Cecylia Dzieduszycka (1885–1962), zamężna za Oktawem Doschotem (1887–1933)
- Amelia Dzieduszycka (1889–1942)
- Zofia Dzieduszycka (1890–1959), zamężna za Janem Wiktorem

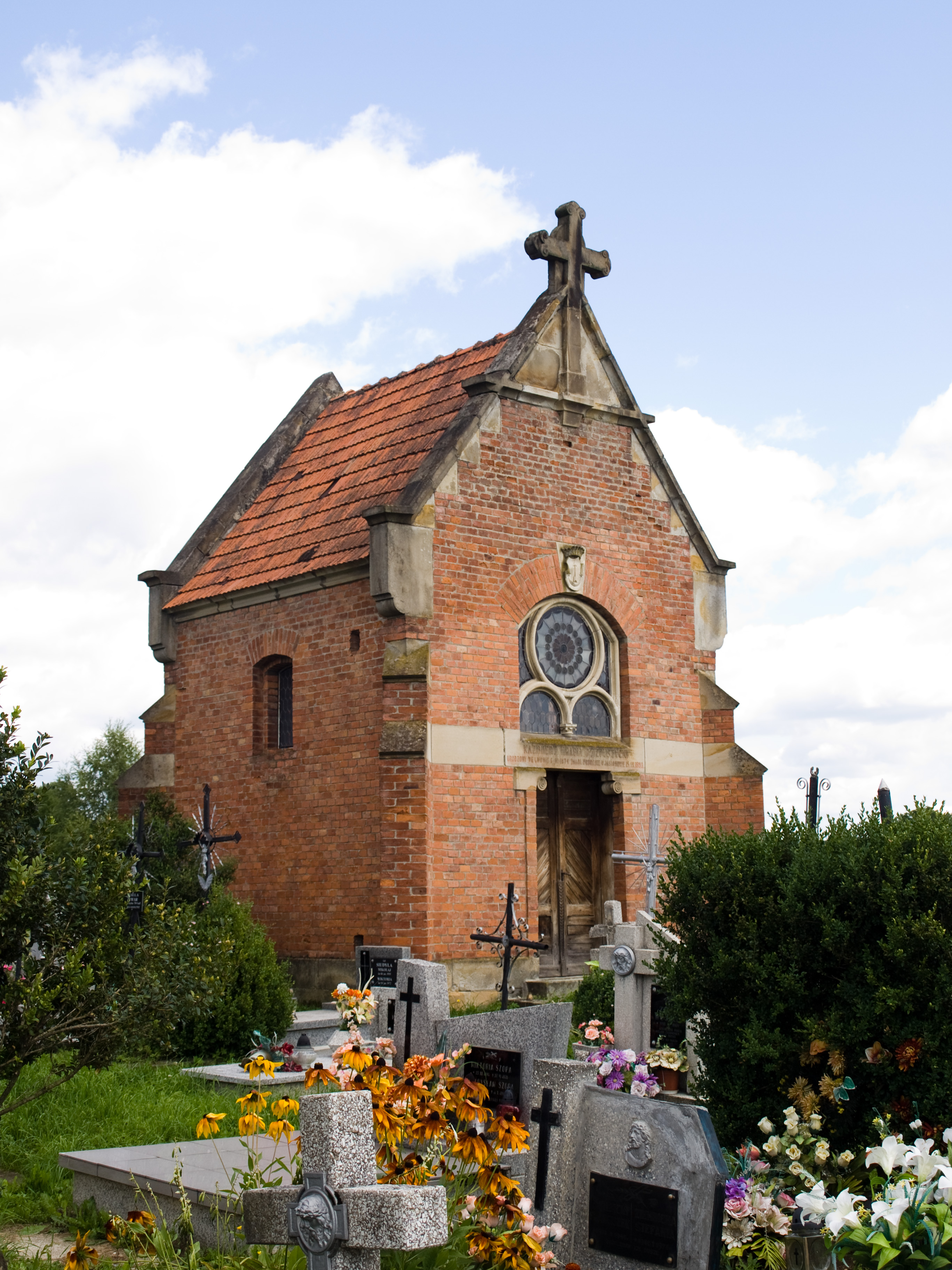
Kaplica cmentarna Dzieduszyckich w Jasionowie